# 1839 (numero)
Milleottocentotrentanove (1839) è il numero naturale dopo il 1838 e prima del 1840.

## Proprietà matematiche
- È un numero dispari.
- È un numero composto da 4 divisori: 1, 3, 613, 1839. Poiché la somma dei suoi divisori (escluso il numero stesso) è 617 < 1839, è un numero difettivo.
- È un numero semiprimo.
- È un numero fortunato.
- È un numero nontotiente in quanto dispari e diverso da 1.
- È un numero congruente.
- È un numero intero privo di quadrati.
- È un numero malvagio.
- È parte delle terne pitagoriche (105, 1836, 1839), (1839, 2452, 3065), (1839, 187880, 187889), (1839, 563652, 563655), (1839, 1690960, 1690961).

## Astronomia
- 1839 Ragazza è un asteroide della fascia principale del sistema solare

## Astronautica
- Cosmos 1839 è un satellite artificiale russo.